# C6H2Cl4
化学式C6H2Cl4（摩尔质量 215.89 g/mol）可能指：
- 四氯苯
  - 1,2,3,4-四氯苯，CAS号：634-66-2 
  - 1,2,3,5-四氯苯，CAS号：634-90-2 
  - 1,2,4,5-四氯苯，CAS号：95-94-3
- 3,3,4,4-四氯己-1,5-二炔，PubChem CID：20562244

|  | 这个同类索引页列出了具有相同分子式的化学物（即同分異構體）条目。 除非您是有意链接至本页，否则应将相应条目的内部链接指向正确的条目。 |